# Simontornya
Simontornya (dt.: Simonsturm) ist eine ungarische Stadt im Komitat Tolna. Sie liegt am Sió-Kanal.

## Sehenswürdigkeiten
- Burg (Simontornyai vár) mit Museum
- Reformierte Kirche
- Römisch-katholische Kirche  Szent Simon és Júdás Tádé apostolok, erbaut 1768 (Barock)

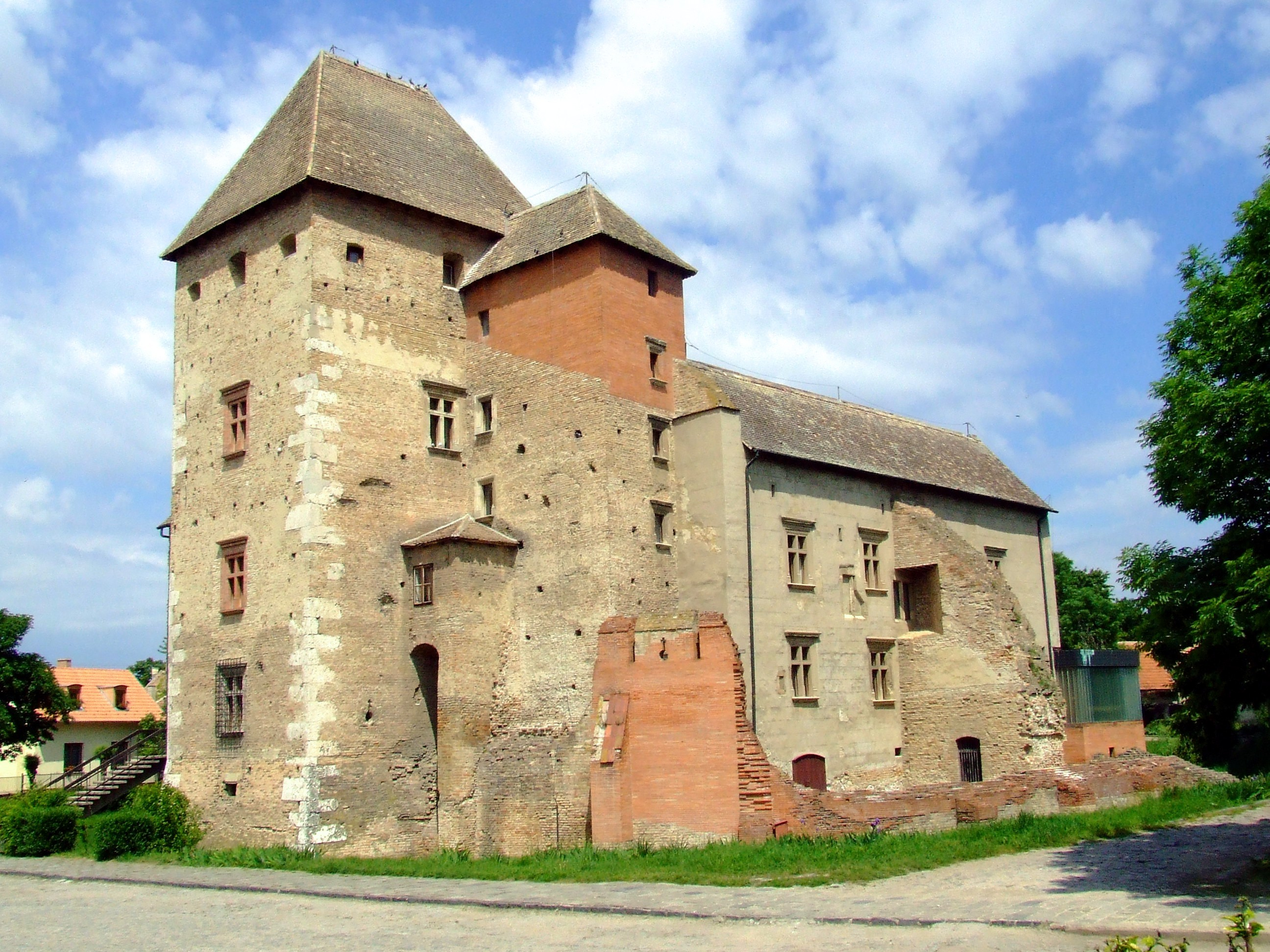
Burg in Simontornya

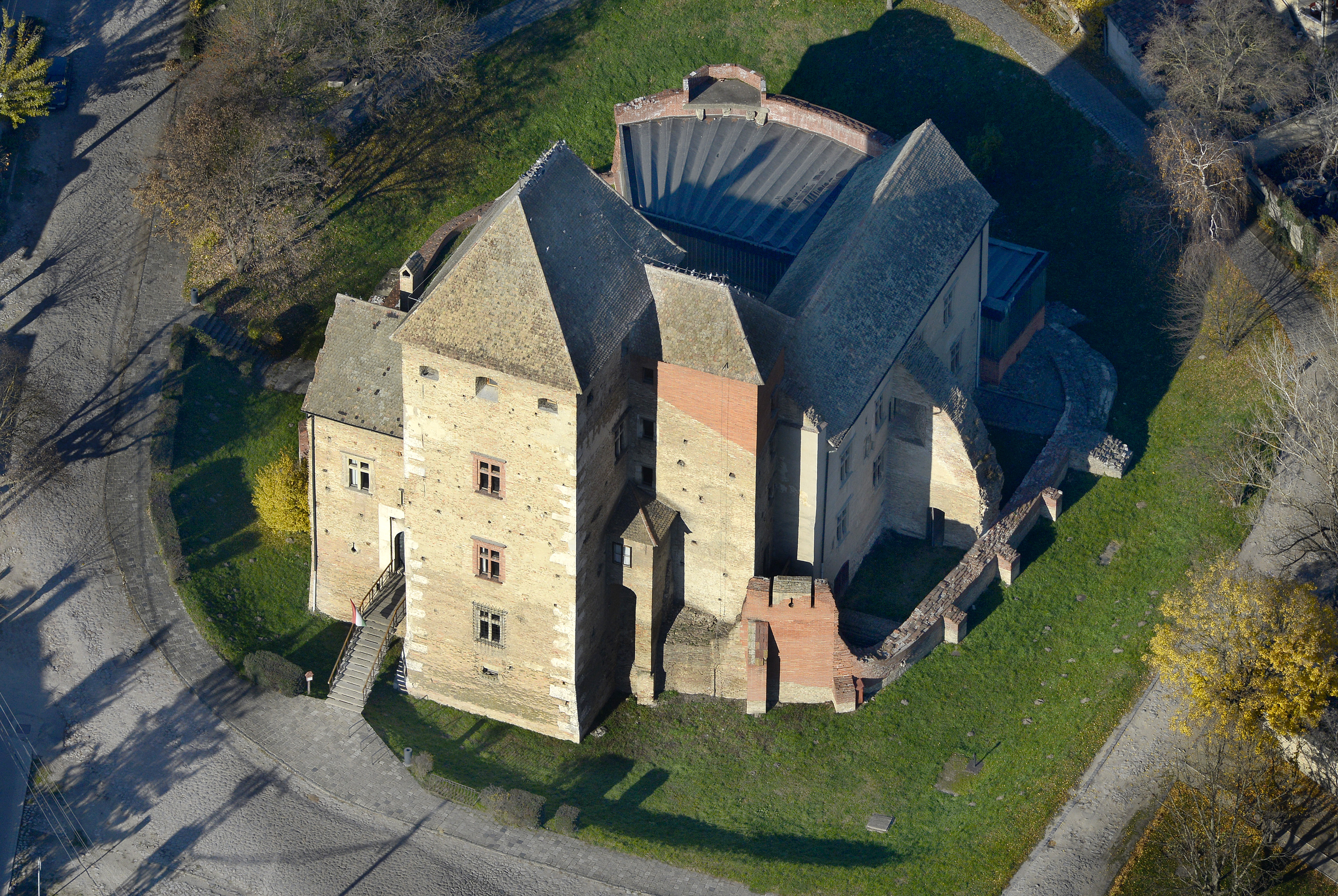
Luftaufnahme der Burg von Simontornya

- Szentháromság-Statue

## Städtepartnerschaften
- Marpingen-Urexweiler, Deutschland, seit 2000
- Miercurea Nirajului, Rumänien, seit 1998
- Milies (Μηλιές), Griechenland, seit 2000
- Steinberg, Deutschland, seit 2000

## Verkehr
Simontornya ist angebunden an die Bahnstrecke Budapest–Dombóvár–Pécs und liegt an den Hauptstraßen Nr. 61 und Nr. 64.